# Kronika žďárského kláštera
Kronika žďárského kláštera, původním názvem Cronica domus Sarensis, je historiografické dílo Jindřicha Řezbáře. Je psané latinsky. Autor vypráví o dějinách Žďárského kláštera (ve Žďáře nad Sázavou) od jeho počátků až do 1300, což je patrně zhruba rok, kdy knihu dokončil. Kronika je historiky ceněna jako důležitý zdroj. Množství přesných údajů o dějinách kláštera nemá obdobu u žádné dochované středověké klášterní kroniky. Velmi podrobné jsou zvláště genealogie a Jindřich Řezbář v textu věnuje pasáže i širším dějinám, zejména osidlování Vysočiny. O něco nižší je literární kvalita, zejména ve srovnání se Zbraslavskou kronikou, jež je rovněž v zásadě kronikou klášterní. Kronika je veršovaná, užity jsou nepravidelné hexametry. Za autora kroniky byl v minulosti považován Jindřich z Heimburka, autor tzv. Menšího žďárského letopisu z téže doby, tuto teorii zastával zejména Josef Emler. Pozoruhodné je, že oba Jindřichové uvádějí shodný rok narození, ale textologické analýzy se kloní k tomu, že jde o náhodu a jde o dva různé autory, z nichž Jindřich Řezbář patrně mluvil česky, zatímco Heimburk německy. Zachoval se jediný rukopis kroniky, přesněji opis z počátku 15. století, mimo jiné díky tomu, že ho schraňoval král Jiří z Poděbrad. Nešlo o náhodu, Jiří totiž pocházel z rodu zakladatelů kláštera.